# Catenulina
Catenulina é um género botânico pertencente à família Brassicaceae.